# ARAG SE

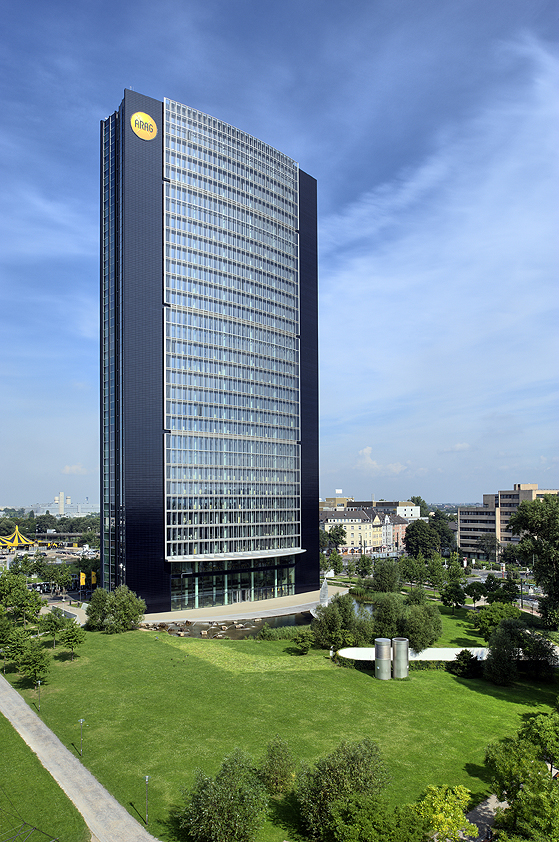
ARAG-Tower, Düsseldorf, mit Konzernzentrale

Die ARAG SE ist die operative Führungsgesellschaft des deutschen ARAG-Versicherungskonzerns. ARAG steht für Allgemeine Rechtsschutz-Versicherungs-AG. Die Unternehmenszentrale des ARAG-Konzerns ist im ARAG-Tower am Finanzplatz Düsseldorf. Die vermögens- und beteiligungsverwaltende ARAG Holding SE ist das Mutterunternehmen des Konzerns.
ARAG ist der größte deutsche Versicherungskonzern in Familienbesitz. Im Geschäftsjahr 2024 betreute ARAG 13,8 Millionen Policen, wovon 9,6 Millionen auf das internationale Geschäft entfielen.

## Geschichte
1935 wurde die Deutsche Auto-Rechtsschutz-AG (DARAG) durch den Düsseldorfer Unternehmer und Rechtsanwalt Heinrich Faßbender als Rechtsschutzversicherung gegründet.
Nach einer Erweiterung über den reinen Verkehrs-Rechtsschutz hinaus im Jahre 1949 wurden 1962 weitere Sparten (Kompositversicherung) in der Versicherungsbranche erschlossen und gleichzeitig mit der internationalen Vermarktung der Geschäftsidee der Rechtsschutzversicherung begonnen. Ab 1965 stieg der ARAG-Konzern in das Geschäft der Lebens- und ab 1985 in das der Krankenversicherung ein, wozu andere Versicherer übernommen wurden. Die ARAG Krankenversicherungs-AG betreibt ihr Versicherungsgeschäft von München aus, dem zweiten deutschen Unternehmensstandort des ARAG-Konzerns. Die Lebensversicherungssparte wurde in 2017 rückwirkend zum 1. Januar an die Frankfurter-Leben Gruppe verkauft.
Im Lauf der Jahre folgten weitere Zukäufe sowie Neugründungen internationaler Rechtsschutz-Versicherungsgesellschaften. Der fortschreitenden Internationalisierung trug die ARAG im Dezember 2011 durch Umwandlung in eine Europäische Aktiengesellschaft (SE) Rechnung.
Im Jahr 2001 wurde die Konzernzentrale, der ARAG-Tower im Düsseldorfer Stadtteil Düsseltal bezogen, erbaut von Lord Norman Foster und den Düsseldorfer Architekten RKW Rhode Kellermann Wawrowsky Architektur + Städtebau.
Im Jahr 2020 wurde das New-Work-Konzept „Studio 17“, zur Förderung der Mitarbeiterkommunikation und Innovation im ARAG-Tower, mit dem InnoWard des Berufsbildungswerks der Deutschen Versicherungswirtschaft (BWV) ausgezeichnet.
Stand 2025 ist der Konzern in 20 Ländern aktiv.

## Struktur
Paul-Otto Faßbender ist Mehrheitsaktionär (Haupteigentümer) des ARAG-Konzerns. Er war 2000 bis Juli 2020 Vorstandsvorsitzender und für die zentralen Konzernfunktionen zuständig. Anfang Juli 2020 wurde Renko Dirksen Vorstandssprecher und ist zudem verantwortlich für die zentralen Konzernfunktionen. An seiner Seite arbeiten die Konzernvorstände Matthias Maslaton, Wolfgang Mathmann, Shiva Meyer, Hanno Petersen und Joerg Schwarze. Die Sparten Komposit- und Krankenversicherung werden durch eigene operative Versicherungsgesellschaften geführt. Paul-Otto Faßbender wurde im Juli 2020 vom Aufsichtsrat der ARAG SE zu dessen Vorsitzenden gewählt.
Die vermögens- und beteiligungsverwaltende ARAG Holding SE bildet als Mutterunternehmen das gesellschaftsrechtliche Dach des Konzerns.
Die ARAG SE (bis Anfang Dezember 2011 noch ARAG Allgemeine Rechtsschutz-Versicherungs-AG) ist die operative Führungsgesellschaft des Konzerns und leitet das nationale und internationale Rechtsschutzgeschäft. Die Versicherungsgesellschaften der Sparten Komposit- und Krankenversicherungen sowie die Dienstleistungsgesellschaften des Konzerns sind durch Mehrheitsbeteiligungen der ARAG SE in den Konzern eingebunden.
Die ARAG Allgemeine Versicherungs-AG ist der Kompositversicherer des Konzerns. Zum Versicherungsangebot zählen neben der Haftpflichtversicherung, auch die Hausrat-, Unfallversicherung, die Unfallrente, Tier-Krankenversicherung sowie Gebäude- und Geschäftsversicherung. Außerdem ist die ARAG Allgemeine mit über 20 Millionen versicherten Breiten- und Spitzensportlern Europas größter Sportversicherer. Die Tochtergesellschaft Interlloyd Versicherungs-AG ist rein auf den Maklervertrieb ausgerichtet.
Die ARAG Krankenversicherungs-AG, entstanden aus der 1990 übernommenen „BAVARIA Krankenversicherungs-Aktiengesellschaft“, bildet heute das private Krankenversicherungssegment für Deutschland mit Krankenvoll- und -Krankenzusatzversicherungen, einheitlicher Pflegepflichtversicherung sowie erweiternden Pflege-Zusatzversicherung.
Bis 1981 unter dem Namen Gisela Allgemeine Lebensversicherungs- und Aussteuer-Versicherungs-AG firmierend (gegründet 1880 in München als Gisela, Deutsche Lebens- und Aussteuer-Versicherungs-Aktiengesellschaft), war die ARAG Lebensversicherungs-AG seit 1965 eine Beteiligung der ARAG (zuvor eine Tochter der Münchener Rück). Im September 2016 gab der ARAG-Konzern bekannt, dass die ARAG SE ihre Anteile in Höhe von 92 Prozent an der ARAG Lebensversicherungs-AG an die Frankfurter-Leben-Gruppe veräußern wird, da der Konzern seine Konzernstruktur neu ordnet und auf die langjährigen Wachstumsbereiche Sach- und Krankenversicherungen fokussiert. Der Verkauf wurde im Jahr 2017 abgeschlossen.

## Marketing und Förderung
Seit 2001 ist ARAG Hauptsponsor des Tischtennisclubs Borussia Düsseldorf und seit 2006 des Deutschen Tischtennis-Bundes.
Von 2014 bis 2023 bot der Konzern mit Unterstützung des Ministeriums für Schule und Bildung des Landes Nordrhein-Westfalen (NRW) das Förderprojekt „Konfliktmanagement an Schulen“ an.
Von 2016 bis 2023 wurde die MediationsZentrale München e. V. gefördert. Gemeinsam mit der Deutschen Kinder- und Jugendstiftung (DKJS) startete der ARAG-Konzern in 2017 das Programm „bildung.digital“.
Seit 2024 besteht darüber hinaus eine langfristig angelegte Partnerschaft mit dem Kinderhilfswerk UNICEF. Im Zentrum dieser Partnerschaft steht das UNICEF Kinderrechteschulenprogramm zur Verwirklichung der Kinderrechte und Stärkung der Demokratie.

## Kritik
Mehrfach verursachten sowohl der Umgang mit den eigenen Vertretern als auch diverse Versicherungsangebote von Arag Kritik, vor allem seitens des Bundesverbandes Deutscher Versicherungskaufleute.
2004 legte Arag seinen Versicherungsvertretern neue Verträge vor, bei denen der BVK die Gefahr sah, dass Vertretern die „wirtschaftliche Grundlage ihrer selbständigen Vermittlungstätigkeit“ entzogen werden könnte. Des Weiteren kritisierte der Verband den angeblich nötigenden Umgang mit den Vertretern.
Ab September 2007 vertrieb Arag seinen Kids&Klar Kinderschutz für vier Wochen über Filialen des Discounters Penny. Der BVK bemängelte, dass in diesem Fall keine fachlich kompetente Versicherungsberatung gegeben sei und die Forderungen des Vermittlerrechts so kaum erfüllt werden könnten.
Im März 2008 führte das Unternehmen Lebensversicherung mit anderen Versicherungsunternehmen als Konsortialführer die sogenannte Deutschland Rente ein, eine fondsgebundene Rentenversicherung, zu welcher die Kunden eine spezielle Mastercard der Santander Consumer Bank erhalten. Unter dem Slogan „Shoppen für die Rente“ werden Umsätze mit dieser Kreditkarte zu 0,5 % dem Rentenkonto gutgeschrieben. Außerdem gibt es Gutschriften für Onlinekäufe bei bestimmten Partnerunternehmen. Der Abschluss einer solchen Versicherung wurde auch in Filialen des Discounters Plus angeboten. Der BVK meinte, der Slogan sei „gedankenlos und gefährlich, er suggeriert, dass man so nebenher eine ausreichende Altersversorgung aufbaut“. Tatsächlich ergäben sich in Beispielrechnungen nur geringe Erhöhungen der Rentenauszahlung. Auch die Verbraucherzentrale Baden-Württemberg beanstandete die Verbindung von Altersvorsorge und Rabattaktionen beim Einkauf. Im Folgemonat bewertete die Bundesanstalt für Finanzdienstleistungsaufsicht die Aktion kritisch und beriet sich mit dem Konzern. Gleichzeitig wurden Vorwürfe bekannt, in der Werbung für das Angebot sei ein falsches Ranking veröffentlicht worden. Das Unternehmen dementierte dies, es habe sich um interne Unterlagen gehandelt.